# ライアン・アレン
ライアン・アレン（Ryan Allen 1990年2月28日- ）はオレゴン州セイラム出身のアメリカンフットボール選手。現在NFLのインディアナポリス・コルツに所属している。ポジションはパンター。

## 経歴

### プロ入り前
地元セイラムの高校で彼は、2年間パンター、プレースキッカーとしてプレーした。2007年にはパンター、キッカーのそれぞれで州のファーストチームに選ばれた。
オレゴン州立大学に入学、2008年をレッドシャツで過ごした後、2009年はプレーしなかった。ジョニー・ヘッカーの存在により、ルイジアナ工科大学へ転校、2010年、12試合に出場し、60回のパントを蹴って、平均40.8ヤードを記録した。このうち、50ヤード以上のパントを4回、21回のパントで相手にフェアキャッチをさせて、パントリターンをさせなかった。2011年は83回のパントを蹴って、大学記録となる平均46.1ヤードを記録、また敵陣20ヤード以内に全米トップとなる39回（敵陣10ヤード以内に22回）蹴り込んだ。ミシシッピー州立大学戦では72ヤードのパントを蹴った。ポインセチアボウルでは5回のパントで平均43.2ヤードを記録した。この年彼は、ウェスタン・アスレティック・カンファレンスのファーストチームに選ばれるとともに、カレッジフットボール最高のパンターに贈られるレイ・ガイ賞に選ばれた。4年次の2012年には45回のパントで平均48.0ヤード、21回は50ヤード以上を蹴り、20回を敵陣20ヤード以内に蹴り込んだ。ニューメキシコ州立大学戦では85ヤードのパントを蹴った。この年、カレッジベストの平均ヤードを蹴り、オールアメリカン及びレイ・ガイ賞に選ばれた。2年連続レイ・ガイ賞を受賞したのは、彼が初めてであった。
シーズン終了後、シニアボウル、NFLスカウティングコンバインに招待された。

### ニューイングランド・ペイトリオッツ
2013年のNFLドラフトでは指名されなかったものの、5月3日にニューイングランド・ペイトリオッツと契約、プレシーズン最終戦が終了した時点で、数字的には、ベテランパンターのゾルタン・メスコより劣ったが、開幕ロースターに残った。彼がレギュラーに残った理由としては、ボストン・グローブなどは、メスコとそれほど遜色ない成績を残し、低年俸であることとしている。第12週のデンバー・ブロンコス戦では、オーバータイム残り3分に、追い風のわりには、短い42ヤードと短いパントを蹴ったが、このパントは距離はそれほど出なかったものの、高さの出たパントでハングタイムが5.1秒と長いもので、ブロンコスのリターナー、ウェス・ウェルカーは、ナックルボールとなるこのボールをキャッチすることを避け、ボールが止まるのを待つこととした。しかし、ブロンコスの選手、トニー・カーターがこのボールに触れ、ペイトリオッツのネイト・エブナーがボールを敵陣13ヤード地点でリカバー、3プレー後にスティーブン・ゴストコウスキーが31ヤードのFGを成功させ、ペイトリオッツが勝利した。
2014年シーズン、第49回スーパーボウルに出場し、64ヤードのパントキックを記録した。これは第53回スーパーボウルのジョニー・ヘッカーが更新するまでスーパーボウル記録であった。チームも28-24でシアトル・シーホークスに勝利した。
その後もペイトリオッツのレギュラーパンターとして第51回、第52回、第53回のスーパーボウルのロースター入りを果たし、パントキックの機会がなかった第52回以外は試合にも出場した。
2019年8月19日にNFLドラフトでキッカーのジェイク・ベイリーを獲得したことによりリリースされた。

### アトランタ・ファルコンズ
2019年11月4日、アトランタ・ファルコンズと契約を結んだ。
2020年2月にファルコンズと契約延長するも、8月にリリースされた。

### テネシー・タイタンズ
2020年11月7日にテネシー・タイタンズと契約し、負傷したブレット・カーンに代わり第9週の対シカゴ・ベアーズ戦に出場した。11月24日にタイタンズからリリースされた。

### インディアナポリス・コルツ
12月3日にインディアナポリス・コルツと契約した。